# Bj 리그
BJ 리그(BJ League 또는 Basketball Japan League)는 일본의 프로 농구 리그이다. 2005년 11월 5일 처음으로 시작되었으며, 경기는 22개의 팀으로 구성된다.

## 팀 목록
| 콘퍼런스      | 팀                           | 연고지                |
| ------------- | ---------------------------- | --------------------- |
| 동부 콘퍼런스 | 이와테 빅 불스               | 이와테현              |
| 동부 콘퍼런스 | 아키타 노던 해피네츠         | 아키타현              |
| 동부 콘퍼런스 | 센다이 에이티나이너스        | 미야기현              |
| 동부 콘퍼런스 | 니가타 알비렉스 BB           | 니가타현              |
| 동부 콘퍼런스 | 도야마 그루세즈              | 도야마현              |
| 동부 콘퍼런스 | 신슈 브레이브 워리어스       | 나가노현              |
| 동부 콘퍼런스 | 사이타마 브롱코스            | 사이타마현            |
| 동부 콘퍼런스 | 지바 제츠                    | 지바현                |
| 동부 콘퍼런스 | 군마 크레인선더즈            | 군마현                |
| 동부 콘퍼런스 | 도쿄 산 레브스               | 도쿄도                |
| 동부 콘퍼런스 | 요코하마 B-코르제어스        | 가나가와현            |
| 동부 콘퍼런스 | 아오모리 와츠                | 아오모리현            |
| 서부 콘퍼런스 | 시가 레이크스타스            | 시가현                |
| 서부 콘퍼런스 | 교토 해너리즈                | 교토부                |
| 서부 콘퍼런스 | 오사카 에베사                | 오사카부              |
| 서부 콘퍼런스 | 시마네 스사누 매직           | 시마네현              |
| 서부 콘퍼런스 | 다카마쓰 파이브 애로우스     | 가가와현              |
| 서부 콘퍼런스 | 라이징 후쿠오카              | 후쿠오카현            |
| 서부 콘퍼런스 | 오이타 히트 데블스           | 오이타현              |
| 서부 콘퍼런스 | 류큐 골든 킹스               | 오키나와현            |
| 서부 콘퍼런스 | 하마마쓰 히가시미카와 피닉스 | 시즈오카현 & 아이치현 |
| 서부 콘퍼런스 | 밤비셔스 나라                | 나라현                |

### 사라진 팀
- 도쿄 아파치 (도쿄도)
- 미야자키 샤이닝 선스 (미야자키현)

## 역대 우승팀
| 시즌      | 우승팀                       | 준우승팀                     |
| --------- | ---------------------------- | ---------------------------- |
| 2005–2006 | 오사카 에베사                | 니가타 알비렉스 BB           |
| 2006–2007 | 오사카 에베사                | 다카마쓰 파이브 애로우스     |
| 2007–2008 | 오사카 에베사                | 도쿄 아파치                  |
| 2008–2009 | 류큐 골든 킹스               | 도쿄 아파치                  |
| 2009–2010 | 하마마쓰 히가시미카와 피닉스 | 오사카 에베사                |
| 2010–2011 | 하마마쓰 히가시미카와 피닉스 | 류큐 골든 킹스               |
| 2011–2012 | 류큐 골든 킹스               | 하마마쓰 히가시미카와 피닉스 |
| 2012–2013 | 요코하마 B-코르제어스        | 라이징 후쿠오카              |